# Randig hoppspindel
Randig hoppspindel (Phlegra fasciata) är en spindelart som först beskrevs av Carl Wilhelm Hahn 1826.
Randig hoppspindel ingår i släktet Phlegra och familjen hoppspindlar. Arten är reproducerande i Sverige. Inga underarter finns listade i Catalogue of Life.